# Têrêsa thành Ávila
Têrêsa thành Ávila (hay còn gọi là Thánh Teresa Sanchez de Cepeda y Ahumada, sinh ngày 28 tháng 3 năm 1515 - mất ngày 4 tháng 10 năm 1582) là một nữ tu sĩ Dòng Cát Minh (Dòng Camêlô), một nhà thần học nổi tiếng người Tây Ban Nha của Giáo hội Công giáo Rôma, bà gắn cả đời mình với cuộc sống chiêm niệm (khải tượng) và lời cầu nguyện tinh thần. Điều đáng chú ý ở bà là một nhà cải cách Dòng Cát Minh, người sáng lập ra Tu viện Cát Minh cho các nữ tu. Bà sáng tác những tác phẩm như: Con đường đi đến toàn thiện, Lâu đài nội tâm, Quyển sách của những nền tảng. Năm 1622, bốn mươi năm sau khi qua đời, bà chính thức được Giáo hoàng Gregory XV tuyên thánh. Năm 1970, bà được Giáo hoàng Phaolô VI nâng lên hàng Tiến sĩ Hội Thánh, trở thành phụ nữ đầu tiên trong số Tiến sĩ Hội Thánh khi đó.

## Thời thiếu nữ
Teresa sinh ra tại Avila năm 1515. Cha của cô là một thương gia giàu có, kết hôn với một phụ nữ quý tộc. Ông nội của cô là một người Do thái. Mẹ cô chết sớm và cha của cô đã gởi cô vào học trong một tu viện. Đến năm 14 tuổi thì cô quyết định trở thành một nữ tu, tuy vậy điều này vấp phải sự chống đối của cha cô. Nhưng cô quyết tâm tu hành và đã trốn vào trong một tu viện Dòng kín Cát Minh ở Avila. Sau đó cô đã bị bệnh nặng nên cha của cô đã đến đưa cô về nhà. Bệnh tình cô có lúc rất trầm trọng. Tuy nhiên sau đó, thì cơn bệnh đã thuyên giảm nhiều. Cô có thể đi lại được và đã xin trở lại tu viện. Khi ở trong tu viện Teresa nhận thấy lối sống của những nữ tu không còn nghiêm ngặt nữa và tu viện Avila đã biến thành như một nhà nội trú cho các thiếu nữ con nhà giàu và quý phái hơn là một nhà cầu nguyện.

## Cống hiến cho tôn giáo
Đến năm 39 tuổi Teresa mới thực sư chuyển hướng và quyết định hiến dâng hoàn toàn cho đời sống cầu nguyện. Sau quyết định đó thì bà quyết tâm sửa đổi, cải cách Dòng Cát Minh trở lại với những luật lệ và lề lối của nhà dòng lúc ban đầu. Sau nhiều lần khẩn cầu bà được giáo quyền chấp thuận. Một tu viện mới được thành lập ở Avila vào năm 1562. Cộng đồng mới này được gọi Dòng Cát Minh đi dép (Discalced Carmelites). Các tu sĩ chỉ sống bằng tiền lạc quyên và bằng công việc lao động tay chân với những giờ kinh nguyện rất nghiêm ngặt.
Từ vùng Avila Teresa, còn thành lập thêm 16 tu viện nữa. Trong thời gian cải cách bà bị rất nhiều chống đối ngay đến những chị em nữ tu trong nhà dòng. Lúc bấy giờ ở Tây Ban Nha có những Tòa án Dị giáo (Inquisition), là một phụ nữ và là một nhà cải cách chỉ dựa vào những thị kiến riêng tư là một điều rất nguy hiểm. Linh mục linh hướng của bà là Gioan Thánh Giá đã có lần bị bắt giam dưới hầm của một tu viện ở Toledo. Teresa đã vượt qua mọi gian nan trở ngại. Tòa án Dị giáo không phải chỉ là một mối lo âu, bà còn phải trải qua những cơn bệnh đau đớn và những thiếu thốn vật chất. Nhưng bà đã vượt qua tất cả để quyết tâm hành đạo.